# Circulation Research
Circulation Research (Circ. Res.; ISSN 0009-7330 gedrukt, 1524-4571 online), is een internationaal peer-reviewed wetenschappelijk tijdschrift op het gebied van de Hart- en vaatziekten. Het is opgericht in 1953 door Carl J. Wiggers, die tevens de eerste hoofdredacteur was. Circulation Research wordt uitgegeven door de uitgeverij Lippincott Williams & Wilkins, uit naam van de American Heart Association. Het publiceert vooral fundamenteel en translationeel onderzoek op het gebied van de biochemie, biofysica, cellulaire biologie, moleculaire biologie, genetiek, fysiologie en farmacologie van het hart en van de bloedvaten. Op deze gebieden is het een zeer toonaangevend tijdschrift.